# Югослав Тодоровски
Югослав Тодоровски (на македонска литературна норма: Југослав Тодоровски) е македонски и югославски функционер, кмет на Скопие.

## Биография
Роден е в 1938 година. По професия е строителен инженер. Работи в строителната компания „Гранит“. Заема редица държавни длъжности в Югославия. В 1986 година става градоначалник на град Скопие и заема този пост до 1991 година. Умира на 18 януари 2024 година в Скопие.